# Okręty podwodne typu Sailfish
Okręty podwodne typu Sailfish – pierwsze amerykańskie okręty podwodne skonstruowane specjalnie do pełnienia dozoru radiolokacyjnego. Zbudowane w latach 1953–1956 dwa okręty tego typu, stanowiły w tym czasie największe amerykańskie okręty podwodne napędzane napędem konwencjonalnym – ustępując w tym zakresie jedynie zbudowanym w latach 20. okrętom typu Narwhal. W celu sprawowania dozoru radarowego, wyposażono je w umieszczony w kiosku radar obserwacji przestrzeni powietrznej AN/BPS-2. W 1960 roku obydwie zbudowane jednostki tego typu zostały przeklasyfikowane na SS, zaś w latach 1968–1969, "Salmon" został ponownie przeklasyfikowany na okręt doświadczalny AGSS. Obydwa okręty zakończyły służbę w United States Navy w latach 1977–1978.